# Taurean Prince
Taurean Waller-Prince (San Marcos, 22 de março de 1994) é um jogador norte-americano de basquete profissional que atualmente joga no Milwaukee Bucks da National Basketball Association (NBA).
Ele jogou basquete universitário em Baylor e foi selecionado pelo Utah Jazz como a 12ª escolha geral no draft da NBA de 2016. Ele foi negociado com o Atlanta Hawks, onde jogou por três temporadas antes de ser negociado com o Brooklyn Nets em 2019. Em janeiro de 2021, ele foi negociado com o Cleveland Cavaliers e depois com o Minnesota Timberwolves em agosto do mesmo ano. Ele também jogou pelo Los Angeles Lakers.
Prince disputou os Jogos Pan-Americanos de 2015 em Toronto, onde conquistou a medalha de bronze com a Seleção dos Estados Unidos.

## Carreira no ensino médio
Prince jogou três temporadas de basquete no ensino médio na Earl Warren High School em San Antonio, Texas. Em seu último ano, ele liderou a equipe até as semifinais estaduais.
Ele originalmente escolheu jogar basquete universitário na Universidade de Long Island, mas mudou para a Universidade Baylor devido a uma mudança na comissão técnica em Long Island.

## Carreira universitária
Prince jogou em 24 jogos (como reserva) em sua temporada de calouro e teve médias de 3,7 pontos e 2,2 rebotes em 6,4 minutos. 
Em sua segunda temporada, Prince jogou em todos os 38 jogos e teve médias de 6,2 pontos e 2,8 rebotes em 14,2 minutos. Ele ganhou o prêmio de Sexto Homem da Big 12.

## Carreira profissional

### Atlanta Hawks (2016–2019)
Em 23 de junho de 2016, Prince foi selecionado pelo Utah Jazz como a 12ª escolha geral no draft da NBA de 2016. Em 7 de julho, ele foi negociado com o Atlanta Hawks em um acordo de três equipes que também envolvia o Indiana Pacers. Em 15 de julho de 2016, ele assinou um contrato de 4 anos e US$10.7 milhões com os Hawks.
Em 11 de março de 2017, ele fez 17 pontos em uma vitória por 107-90 sobre o Memphis Grizzlies. Em 6 de abril de 2017, ele marcou 20 pontos em uma vitória de 123-116 sobre o Boston Celtics.
Com 11 pontos no Jogo 4 da primeira rodada dos playoffs contra o Washington Wizards, Prince se tornou o primeiro novato dos Hawks a alcançar dígitos duplos em seus primeiros quatro jogos de playoff desde Pete Maravich em 1971.
Em sua temporada de estreia, Prince jogou alguns jogos pelo Long Island Nets da D-League.
Em 12 de dezembro de 2017, Prince marcou 24 pontos em uma derrota de 123-114 para o Cleveland Cavaliers. Em 29 de dezembro de 2017, ele teve 30 pontos e 10 rebotes em uma derrota por 111-98 para o Toronto Raptors. Em 2 de fevereiro de 2018, ele fez 31 pontos em uma derrota de 119-110 para o Boston Celtics. Em 11 de março de 2018, Prince marcou 38 pontos em uma derrota por 129-122 para o Chicago Bulls. Seis dias depois, ele teve outro jogo de 38 pontos em uma derrota por 122-117 para o Milwaukee Bucks.

### Brooklyn Nets (2019–2021)
Em 6 de julho de 2019, Prince, juntamente com uma escolha da segunda rodada do draft de 2021, foi negociado para o Brooklyn Nets em troca de Allen Crabbe, Nickeil Alexander-Walker e uma escolha da primeira rodada do draft de 2020.
Em 21 de outubro de 2019, Prince assinou uma extensão de dois anos e US$ 29 milhões com os Nets.

### Cleveland Cavaliers (2021)
Em 14 de janeiro de 2021, Prince foi negociado com o Cleveland Cavaliers em um negócio de três times que também envolveu o Houston Rockets e que enviou James Harden para o Brooklyn.
Em 27 de abril, ele passou por uma cirurgia artroscópica no tornozelo esquerdo depois de perder três jogos com dor no tornozelo esquerdo.

### Minnesota Timberwolves (2021–2023)
Em 3 de agosto de 2021, Prince, juntamente com uma escolha de segunda rodada de 2022, foi negociado com o Minnesota Timberwolves em troca de Ricky Rubio.
Em 20 de outubro, ele fez sua estreia nos Timberwolves e registrou cinco pontos, três rebotes e duas assistências na vitória por 124–106 sobre o Houston Rockets. Em 1º de fevereiro de 2022, ele teve 23 pontos, o recorde da temporada, nove rebotes, duas assistências e duas roubadas de bola na vitória por 130-115 sobre o Denver Nuggets. Dois dias depois, Prince marcou novamente 23 pontos na vitória por 128–117 sobre o Detroit Pistons. Depois de uma vitória no Play-in sobre o Los Angeles Clippers, os Timberwolves se classificaram para os playoffs pela primeira vez desde 2018. No entanto, eles caíram para o Memphis Grizzlies em seis jogos durante a primeira rodada.
Em 30 de junho de 2022, Prince assinou uma extensão de contrato de US$ 16 milhões por dois anos com os Timberwolves.

### Los Angeles Lakers (2023–2024)
Em 6 de julho de 2023, Prince assinou um contrato de 1 ano e US$4.5 milhões com o Los Angeles Lakers. Em 9 de dezembro de 2023, Prince e o Lakers venceram a temporada inaugural da Copa da NBA.

### Milwaukee Bucks (2024–Presente)
Em 9 de julho de 2024, Prince assinou um contrato de 1 ano e US$2.9 milhões com o Milwaukee Bucks.

## Carreira na seleção
No verão de 2015, ele disputou os Jogos Pan-Americanos de 2015 em Toronto, onde conquistou a medalha de bronze com a Seleção dos Estados Unidos liderada por Bobby Brown e Anthony Randolph.

## Estatísticas da carreira

### NBA

#### Temporada regular
| Ano      | Equipe      | PJ  | PT  | MPJ  | AP   | 3P   | LL   | RT  | AS  | BR  | TO | PPJ  |
| -------- | ----------- | --- | --- | ---- | ---- | ---- | ---- | --- | --- | --- | -- | ---- |
| 2016–17  | Atlanta     | 59  | 10  | 16.6 | .400 | .324 | .787 | 2.7 | .9  | .7  | .5 | 5.7  |
| 2017–18  | Atlanta     | 82  | 82  | 30.0 | .426 | .385 | .844 | 4.7 | 2.6 | 1.0 | .5 | 14.1 |
| 2018–19  | Atlanta     | 55  | 47  | 28.2 | .441 | .390 | .819 | 3.6 | 2.1 | 1.0 | .3 | 13.5 |
| 2019–20  | Brooklyn    | 64  | 61  | 29.0 | .376 | .339 | .798 | 6.0 | 1.8 | .9  | .4 | 12.1 |
| 2020–21  | Brooklyn    | 12  | 4   | 18.2 | .405 | .351 | .889 | 2.8 | .6  | .7  | .7 | 8.1  |
| 2020–21  | Cleveland   | 29  | 6   | 23.7 | .399 | .415 | .837 | 3.7 | 2.4 | .7  | .5 | 10.1 |
| 2021–22  | Minnesota   | 69  | 8   | 17.1 | .454 | .376 | .756 | 2.5 | 1.0 | .7  | .3 | 7.3  |
| 2022–23  | Minnesota   | 54  | 4   | 22.1 | .467 | .381 | .844 | 2.4 | 1.6 | .5  | .3 | 9.1  |
| 2023–24  | L.A. Lakers | 78  | 49  | 27.0 | .442 | .396 | .735 | 2.9 | 1.5 | .7  | .4 | 8.9  |
| Carreira | Carreira    | 502 | 271 | 23.5 | .423 | .373 | .812 | 3.4 | 1.6 | .7  | .4 | 9.8  |

#### Play-In
| Ano      | Equipe      | PJ | PT | MPJ  | AP   | 3P   | LL | RT  | AS  | BR  | TO  | PPJ  |
| -------- | ----------- | -- | -- | ---- | ---- | ---- | -- | --- | --- | --- | --- | ---- |
| 2023     | Minnesota   | 2  | 1  | 31.7 | .368 | .500 | —  | 1.5 | 2.0 | 2.0 | .0  | 10.0 |
| 2024     | L.A. Lakers | 1  | 0  | 22.4 | .286 | .333 | —  | 4.0 | .0  | 1.0 | 1.0 | 6.0  |
| Carreira | Carreira    | 3  | 1  | 27.0 | .326 | .416 | —  | 2.7 | 1.0 | 1.5 | .5  | 8.0  |

#### Playoffs
| Ano      | Equipe      | PJ | PT | MPJ  | AP   | 3P   | LL    | RT  | AS  | BR | TO | PPJ  |
| -------- | ----------- | -- | -- | ---- | ---- | ---- | ----- | --- | --- | -- | -- | ---- |
| 2017     | Atlanta     | 6  | 6  | 31.2 | .558 | .286 | 1.000 | 5.3 | 1.3 | .3 | .2 | 11.2 |
| 2022     | Minnesota   | 5  | 0  | 13.0 | .370 | .286 | .857  | 1.6 | 1.2 | .4 | .2 | 6.0  |
| 2023     | Minnesota   | 5  | 1  | 20.0 | .364 | .381 | .778  | 1.4 | .8  | .6 | .2 | 7.8  |
| 2024     | L.A. Lakers | 5  | 0  | 22.2 | .414 | .294 | 1.000 | 2.4 | .6  | .2 | .4 | 7.4  |
| Carreira | Carreira    | 21 | 7  | 21.6 | .426 | .311 | .908  | 2.6 | .9  | .3 | .2 | 8.1  |

### Universitário
| Ano      | Equipe   | PJ  | PT | MPJ  | AP   | 3P   | LL   | RT  | AS  | BR  | TO | PPJ  |
| -------- | -------- | --- | -- | ---- | ---- | ---- | ---- | --- | --- | --- | -- | ---- |
| 2012–13  | Baylor   | 24  | 0  | 6.4  | .583 | .333 | .727 | 2.2 | .1  | .4  | .1 | 3.7  |
| 2013–14  | Baylor   | 38  | 2  | 14.3 | .465 | .366 | .709 | 2.8 | .6  | .5  | .2 | 6.2  |
| 2014–15  | Baylor   | 33  | 6  | 26.3 | .472 | .395 | .644 | 5.6 | 1.3 | 1.5 | .9 | 13.9 |
| 2015–16  | Baylor   | 34  | 34 | 30.6 | .432 | .361 | .774 | 6.1 | 2.3 | 1.3 | .7 | 15.9 |
| Carreira | Carreira | 129 | 42 | 19.4 | .488 | .363 | .713 | 4.1 | 1.0 | .9  | .4 | 9.9  |

Fonte:

## Prêmios e Homenagens
NBA
- 2x Campeão da Copa da NBA: 2023, 2024

## Vida pessoal
Em 25 de agosto de 2022, Prince foi preso em um "mandado de fuga fora do estado de extradição" no Aeroporto Internacional de Miami por conta de uma acusação de "drogas perigosas" no Texas. Em 19 de novembro de 2022, foi anunciado que Prince não enfrentaria acusações, apesar da prisão.
Prince é muçulmano e falou sobre o jejum do Ramadã em uma entrevista pós-jogo.

Prince homenageou sua mãe, Tamiyko, usando seu nome de solteira, Waller, nas costas de sua camisa como Waller-Prince enquanto jogava pela Universidade Baylor.